# 中寨站
中寨站是位于中华人民共和国云南省曲靖市师宗县五龙壮族乡中砂锅寨的一个铁路车站，建于1997年，目前为四等站，隶属中国铁路昆明局集团管辖，西距昆明站211公里，东距威舍站97公里，南宁站617公里。该站仅办理昆明站与红果站间普慢列车的旅客乘降；不办理货运业务。